# Hans Schleif
Hans Schleif (* 23. Februar 1902 in Wiesbaden; † 27. April 1945 in Berlin) war ein deutscher Architekt, Bauforscher, Klassischer Archäologe sowie SS-Führer, zuletzt im Rang eines SS-Standartenführers.

## Leben

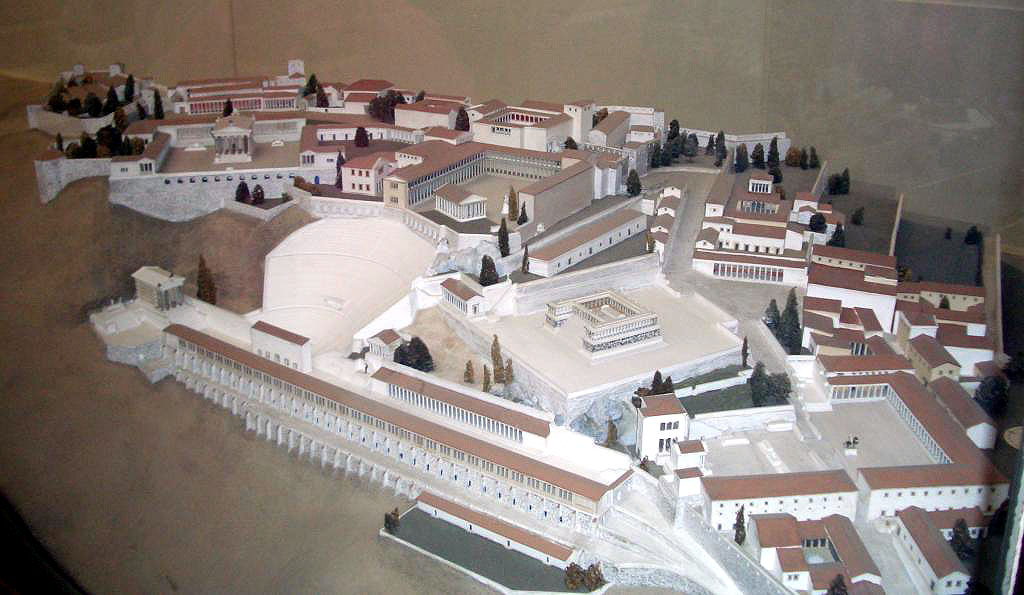
Von Schleif geschaffenes Modell der Akropolis von Pergamon im Pergamonmuseum

Hans Schleif war Sohn des Kaufmannes und Konsuls Fritz Schleif und dessen Frau Luise Ruppel. Er hatte drei Geschwister. Als Schleif sieben Jahre alt war, siedelte die Familie 1909 nach Berlin über. Das Abitur legte er an der Latein-Real-Abteilung des Joachim-Friedrich-Gymnasiums ab und begann 1920 mit einem Architekturstudium an der Technischen Hochschule Dresden, in München und Berlin. Nach dem Vorexamen legte Schleif die Diplom-Hauptprüfung 1924 an der TU Berlin ab. Nach dem Studium fand er Arbeit im Architektenbüro Bielenberg und Moser. 1926 heiratete er seine Schulbekanntschaft Gisela Lehmann. Ihre gemeinsame Tochter Edith wird 1933 geboren, die Ehe 1944 geschieden. Zunächst tat er sich als Modellbauer hervor. Hier erhielt er 1927 seinen ersten großen Auftrag mit einer Nachbildung von Alt-Nürnberg für die Weltausstellung in New York. Das Modell konnte er selbst in die USA bringen. Weitere Modelle folgten bis 1936, darunter Modelle von Milet, Pergamon und Priene für die Antikensammlung Berlin, Olympia, für New York Delphi und Olympia sowie Köln, Trier und Bonn.
1927/28 war Schleif der erste Inhaber des erstmals für Bauforscher vergebenen Reisestipendiums des Deutschen Archäologischen Instituts. Er nahm an mehreren Ausgrabungen teil, darunter im Heraion von Samos unter der Leitung von Ernst Buschor, an der er auch weiterhin bis 1936 mitwirkte. Schleif forschte insbesondere zu den älteren Bauten und dem großen Altar. Ebenfalls ab 1927 wirkte er bei den Ausgrabungen in Olympia mit und unterstützte hier in den nächsten Jahren den an einer Sehschwäche leidenden Grabungsleiter Wilhelm Dörpfeld nachhaltig. Er hatte maßgeblichen Anteil an dessen wichtigen Publikationen Alt-Olympia (1935), Alt-Athen (Teil I 1937; II 1939) und Erechtheion (1942). Zudem grub er 1930 mit Georg Steindorff in Nubien, bis 1933 als Mitarbeiter von Gerhart Rodenwaldt auf Korfu und war Mitarbeiter der US-amerikanischen Troja-Grabung, wo er den Athena-Tempel untersuchte. 1933 wurde Schleif an der TU Berlin zum Dr.-Ing. promoviert. Betreuer der Arbeit über den Zeus-Altar in Olympia war Daniel Krencker.
Nachdem Schleif mehr als sieben Jahre nur mit kurzfristigen Verträgen für verschiedene Auftraggeber arbeitete, ohne eine feste Anstellung zu erlangen, schloss er sich 1935 der SS (SS-Nr. 264.124) an. Mitglied der NSDAP (Mitgliedsnummer 5.380.876) war Schleif seit 1937. Schleif war von 1938 bis 1940 Leiter der Lehr- und Forschungsstätte Ausgrabungen der SS-Wissenschaftsorganisation Forschungs- und Lehrgemeinschaft Deutsches Ahnenerbe. Dort war er u. a. für die Ausgrabungen in Bensberg, Altstadt und Alt-Christburg, am Kriemhildenstuhl, auf der Karnburg sowie in Biskupin (von 1940 bis 1945 Umbenennung in Urstätt) verantwortlich. Sein Stellvertreter war Herbert Jankuhn, der besonders für die prähistorischen Themen zuständig war. Zeitweise wurde Schleif im Rahmen der anlässlich der Olympischen Spiele in Berlin 1936 durch Adolf Hitler verkündeten und finanzierten Wiederaufnahme der Ausgrabungen im Zeusheiligtum von Olympia als örtlicher Grabungsleiter von der SS freigestellt. Im Jahr 1936 habilitierte sich Schleif an der Technischen Hochschule Berlin und wurde 1937 zum Dozenten, 1938 zum außerordentlichen und 1939 zum außerplanmäßigen Professor für Klassische Archäologie an der Universität Berlin ernannt.
Nicht zuletzt aufgrund der engen Verbindungen zu dem berühmten Ausgräber und Bauforscher Wilhelm Dörpfeld, aber auch wegen seines Könnens, seiner Erfahrungen und seines Ehrgeizes galt Schleif als geeigneter Nachfolger bei der Leitung der Olympiagrabung. Doch erst im Dezember 1937 konnte er gemeinsam mit Emil Kunze nach einigen Querelen um die Ernennung als Beamte des Deutschen Archäologischen Instituts und der daraus resultierenden Dienststellung die örtliche Grabungsleitung übernehmen. Schleif kommt ein wesentlicher Anteil bei der Planung und der Durchführung der damaligen Olympiagrabung zu. In den fünf von ihm geleiteten Grabungen wurden Untersuchungen im Stadion, im Gymnasium, in der Südhalle, im Bäderviertel sowie im Südostbereich durchgeführt. Bauuntersuchungen führte er am Philippeion, dem Nymphäum, dem Zeus-Tempel und an den Schatzhäusern durch. Die Forschungen gingen mit einem Ordnungs- und Aufbauprogramm an der Altis einher. Nachdem die Ausgrabungen 1942 eingestellt wurden, wandte sich Schleif längerfristigen Arbeiten, unter anderem der vom Deutschen Archäologischen Institut geförderten Systematik und Geschichte der griechischen Baukunst, zu. Die geplante mehrbändige Enzyklopädie blieb jedoch abgesehen von einigen Artikeln unvollendet.

## Einsatz während des Krieges (1939–1945)
Von Oktober 1939 bis Mitte 1941 beteiligte sich Schleif im Auftrag des Ahnenerbes am Kunst- und Kulturgutraub in Polen. In der ersten Phase der Deutschen Besetzung Polens war er Mitglied des Sonderkommandos Paulsen, wobei er sich durch Skrupellosigkeit ausgezeichnet haben soll. Dementsprechend wurde er im Rahmen der Haupttreuhandstelle Ost, für die das Ahnenerbe wissenschaftliches Personal und Verwaltungskräfte zur Verfügung stellte, am 1. Dezember 1939 zum Treuhänder für Posen ernannt.
Im Jahr 1939 erfolgten ebenfalls auch der Eintritt und Dienst bei der Leibstandarte SS Adolf Hitler, wo er erneut kurz vor der Besetzung Griechenlands im April 1941 diente.
Im Frühjahr 1940 wurde Schleif als Leiter der Abteilung Ausgrabungen im Ahnenerbe durch Jankuhn abgelöst, nachdem es seit längerem zu Spannungen gekommen war, weil Schleif die Klassische der Prähistorischen Archäologie vorzog. In diesem Zusammenhang hatte er auch mehrfach betont, dass Hitler die germanische Vorzeit ebenfalls ablehne, und seine eigene, selbstwahrgenommene Nähe zu seinem Protege Himmler herausgestellt.
Mit der Deutschen Besetzung Griechenlands wurde Schleif zum SD-Einsatzkommando nach Athen abkommandiert. Gleichzeitig führte er 1941/42 eine letzte Ausgrabungskampagne in Olympia durch.
Am 10. Februar 1944 wurde Schleif ins SS-Wirtschafts- und Verwaltungshauptamt versetzt, wo er nicht nur Stellvertreter des Leiters der Amtsgruppe C (Bauwesen) Hans Kammler wurde, sondern als solcher auch im Sonderauftrag Führer und im SS-Sonderstab Kammler als rechte Hand Kammlers mitwirkte. Am 30. Januar 1945 wurde Schleif zum SS-Standartenführer befördert.
In diesen Funktionen war er mit der Oberaufsicht über alle KZ-Lagerbauvorhaben betraut, einschließlich der Gaskammern und Krematorien, weswegen er neben Hans Kammler auch als „Technokrat der Vernichtung“ gelten kann.
Unter Kammler wirkte Schleif auch verantwortlich mit beim Ausbau der unterirdischen Produktionsstätten für Düsentriebwerke, Strahlflugzeuge, Motoren und das A4-Raketenprogramm. Unter Kammler war er mitverantwortlich an der Untertageverlagerung der Raketenproduktion in das Stollensystem des Kohnsteins.
Mit B8 Bergkristall wurde unter Kammler und Schleif ab 1944 eine der größten und modernsten unterirdischen Fabriken für Me-262-Düsenjagdflugzeuge in St. Georgen an der Gusen unweit von Mauthausen realisiert.
Die weitgehend unbekannte SS-Dienstlaufbahn Schleifs wurde von Stephan Lehmann im Jahre 2007 bei der Tagung „Lebensbilder: Klassische Archäologen und der Nationalsozialismus“ im Pergamonmuseum dem Fachpublikum bekanntgemacht.
Seitdem konnten neue und neueste Forschungsergebnisse Schleifs Aktivitäten an der Seite Kammlers weiter erhellen. Zwar bestanden seit längerem Zweifel am Selbstmord Kammlers (9. Mai 1945), aber neue Aktenfunde in US-Archiven legen überprüfbar nahe, dass Hans Kammler vielmehr mit reichem Aktenmaterial zu den US-Streitkräften übergelaufen ist.

## Tod Schleifs
Bei Kriegsende, am 27. April 1945, tötete Schleif seine zweite Ehefrau und langjährige Assistentin im Ahnenerbe Leonore Thomass und die gemeinsamen Zwillingssöhne, dann sich selbst.

## Künstlerische Rezeption
Hans Schleifs Enkel, der Schauspieler Matthias Neukirch, hat die Biografie seines Großvaters umfangreich recherchiert und in dem Theaterstück Hans Schleif – Eine Spurensuche, das am 13. Oktober 2011 am Deutschen Theater Berlin Premiere hatte, verarbeitet.